# Горачук Вікторія Валентинівна
Вікто́рія Валенти́нівна Горачу́к — доктор медичних наук, професор. Заслужений працівник охорони здоров'я України.

## З життєпису
Головний науковий співробітник, доктор медичних наук, професор Центру інноваційних технологій охорони здоров'я.
Учений секретар Національної медичної академії післядипломної освіти імені П. Л. Шупика Міністерства охорони здоров'я України. Професор кафедри управління охороною здоров'я та публічного адміністрування.
2009 — кандидат медичних наук, «Наукове обгрунтування системи професійної реабілітації лікарів-педіатрів поліклінічних закладів».
2015 — доктор медичних наук.

## Серед робіт
- «Організація соціологічних опитувань пацієнтів / їх представників і медичного персоналу в закладах охорони здоров'я», співавтор 2012 Вороненко Юрій Васильович, укладач Гойда Ніна Григорівна
- «Епілепсії у дітей», 2014; співавтори Хобзей Микола Кузьмич, Міщенко Тамара Сергіївна, Морозов Анатолій Миколайович, Степаненко Алла Василівна, Горанський Юрій Іванович, Донченко Тетяна Миколаївна, Дубенко Андрій Євгенович, Євтушенко Станіслав Костянтинович, Зінченко Олена Миколаївна[3]
- «Поширеність факторів ризику у пацієнтів з ішемічною хворобою серця»; 2022, співавтор Мостепан Тетяна Володимирівна[4]

## Нагороди
- Заслужений працівник охорони здоров'я України[5]